# Diego Roberto Sosa
Diego Roberto Sosa (Pilar, Buenos Aires, 17 de abril de 1980) es un futbolista argentino. Juega de lateral derecho y su actual equipo es Flandria, que juega en la Primera B Nacional. Es conocido por el insólito gol que hizo en contra frente a Estudiantes de La Plata, el 3 de marzo de 2012 en el encuentro en el que su equipo perdió 1 a 0.

## Trayectoria

### Fénix
Debutó profesionalmente en Fénix en el año 2000, cuando el club se encontraba en la Primera D. Se mantuvo allí hasta el 2004.

### Rocha
Sosa fichó por Rocha de la Primera División de Uruguay a comienzos de 2004. Su debut en el conjunto Celeste se produjo ese mismo año en la primera fecha del Torneo Clasificatorio, frente a Danubio, el día 21 de marzo. Aquel encuentro finalizó 3 a 3. Su primer gol en la máxima categoría uruguaya lo convirtió el 19 de junio frente a Nacional, por la 15.ª Jornada, en la igualdad por 2 a 2, y que sirvió para que su equipo fuese en búsqueda del empate luego de estar abajo 2 a 0.
En 2005, obtuvo el título del Apertura con Rocha. Aquel campeonato convirtió un gol en la igualdad 3 a 3 ante Miramar Misiones. Sin embargo, la final por el título de Campeón Uruguayo fue perdida frente a Nacional, ganador del Clausura 2006, tras caer 1-4 y 0-2.
El debut internacional de Sosa se produjo el 7 de febrero de 2006, en un encuentro correspondiente a la Copa Libertadores ante Universitario del Perú que terminó 0 a 0. Dicho campeonato significó la primera participación de Rocha en una copa internacional, en la que quedaría eliminado en fase de grupos.
La temporada siguiente, Rocha finalizó en las posiciones 10º y 14º en los torneos Apertura y Clausura, respectivamente, quedando en antepenúltimo lugar en la Tabla Anual junto a Progreso, equipo con el que debió jugar desempate para determinar el descenso. Luego de perder ambos partidos 0-2 y 0-3, Rocha descendió de categoría con Sosa en su plantel. Tras dicho desempate, el futbolista pasó a River Plate, también de Uruguay. En total, Sosa jugó 99 partidos en el equipo Celeste y convirtió 4 goles.

### River Plate
Sosa desembarcó en River Plate a mediados de 2007. Con los Darseneros, estuvo cerca de conseguir el título del Clausura 2008, luego de finalizar en primera posición con 37 puntos junto con Peñarol y perder el encuentro de desempate por 3-5.
El primer gol de Sosa con la camiseta de River Plate se produjo en la Liguilla Pre-Libertadores 2009 ante Cerro, en la derrota 2-3. Con la Dársena, Sosa participó de las Copas Sudamericana 2008 y 2009. En esta última, alcanzó las semifinales en las que debió enfrentar a Liga de Quito, estando presente en los dos encuentros de esta fase en los que su equipo ganó por 2-1, en la ida, y cayó 0-7, en la vuelta. En River Plate, Sosa jugó 66 encuentros, marcando 2 goles.
Tras la temporada 2009/10, Sosa regresó a su país para jugar en San Martín de San Juan, que por ese entonces disputaba la Primera B Nacional.

### San Martín de San Juan
Sosa debutó en el club sanjuanino el 6 de septiembre de 2010, en la victoria de su equipo ante Ferro Carril Oeste por 3 a 1. Con San Martín, Sosa ascendió a la Primera División tras ganar los encuentros de promoción ante Gimnasia de La Plata.
El debut de Sosa en la máxima categoría del fútbol argentino fue el 26 de noviembre de 2011 en la victoria 3-0 frente a Olimpo por la 16ª fecha del Apertura de ese año. Cuatro días antes había jugado el encuentro en el que su equipo perdió por 0-1 ante Sarmiento de Junín por los treintaidosavos de final de la Copa Argentina.
En la fecha 4 del Clausura 2012, anotó un insólito gol en contra en el partido en el que su equipo enfrentaba a Estudiantes de La Plata. Para colmo, el gol significó la derrota ya que el encuentro finalizó 0-1.

## Clubes[1]
| Club                   | País      | Año             |
| ---------------------- | --------- | --------------- |
| Fénix                  | Argentina | 2000 – 2004     |
| Rocha                  | Uruguay   | 2004 – 2007     |
| River Plate            | Uruguay   | 2007 – 2010     |
| San Martín de San Juan | Argentina | 2010 – 2012     |
| Fénix                  | Argentina | 2013 – 2014     |
| Deportivo Español      | Argentina | 2014 – 2015     |
| Flandria               | Argentina | 2016 – Presente |

### Estadísticas
- Actualizado el 6 de enero de 2013.

| Equipo                           | Temporada               | Liga local | Liga local | Copa local | Copa local | Competición internacional | Competición internacional | Total | Total |
| Equipo                           | Temporada               | PJ         | Goles      | PJ         | Goles      | PJ                        | Goles                     | PJ    | Goles |
| -------------------------------- | ----------------------- | ---------- | ---------- | ---------- | ---------- | ------------------------- | ------------------------- | ----- | ----- |
| Fénix1 Argentina                 |                         |            |            |            |            |                           |                           |       |       |
| Primera D 2000/01                | 29                      | 1          | –          | –          | –          | –                         | 29                        | 1     |       |
| Primera D 2001/02                | 25                      | 0          | –          | –          | –          | –                         | 25                        | 0     |       |
| Primera D 2002/03                | 29                      | 2          | –          | –          | –          | –                         | 29                        | 2     |       |
| Primera D 2003/04                | 13                      | 0          | –          | –          | –          | –                         | 13                        | 0     |       |
| B Metropolitana 2013/14          | 32                      | 0          | –          | –          | –          | –                         | 32                        | 0     |       |
| Total                            | 108                     | 3          | –          | –          | –          | –                         | 108                       | 3     |       |
| Rocha Uruguay                    | 2004                    | 23         | 2          | –          | –          | –                         | –                         | 23    | 2     |
| Rocha Uruguay                    | 2005                    | 16         | 1          | –          | –          | –                         | –                         | 16    | 1     |
| Rocha Uruguay                    | 2005/06                 | 30         | 1          | –          | –          | 6                         | 0                         | 36    | 1     |
| Rocha Uruguay                    | 2006/07                 | 24         | 0          | –          | –          | –                         | –                         | 24    | 0     |
| Rocha Uruguay                    | Total                   | 93         | 4          | –          | –          | 6                         | 0                         | 99    | 4     |
| River Plate Uruguay              | 2007/08                 | 15         | 0          | –          | –          | –                         | –                         | 15    | 0     |
| River Plate Uruguay              | 2008/09                 | 192        | 12         | –          | –          | 2                         | 0                         | 21    | 1     |
| River Plate Uruguay              | 2009/10                 | 23         | 1          | –          | –          | 7                         | 0                         | 30    | 1     |
| River Plate Uruguay              | Total                   | 57         | 2          | –          | –          | 9                         | 0                         | 66    | 2     |
| San Martín de San Juan Argentina | B Nacional 2010/11      | 18         | 0          | –          | –          | –                         | –                         | 18    | 0     |
| San Martín de San Juan Argentina | Apertura 2011           | 4          | 0          | 1          | 0          | –                         | –                         | 5     | 0     |
| San Martín de San Juan Argentina | Clausura 2012           | 7          | 0          | –          | –          | –                         | –                         | 7     | 0     |
| San Martín de San Juan Argentina | Inicial 2012            | 9          | 0          | –          | –          | –                         | –                         | 9     | 0     |
| San Martín de San Juan Argentina | Final 2013              | 2          | 0          | -          | -          | -                         | -                         | 2     | 0     |
| San Martín de San Juan Argentina | Total                   | 40         | 0          | 1          | 0          | –                         | –                         | 41    | 0     |
| Deportivo Español Argentina      | B Metropolitana 2014/15 | 38         | 2          | –          | –          | –                         | –                         | 38    | 2     |
| Total de su carrera              | Total de su carrera     | 284        | 9          | 1          | 0          | 15                        | 0                         | 300   | 9     |

1: Quinta División de Argentina Fénix.

2: Se tienen en cuenta los cuatro partidos y el gol en la Liguilla Pre-Libertadores 2009.